# Lillhoplax

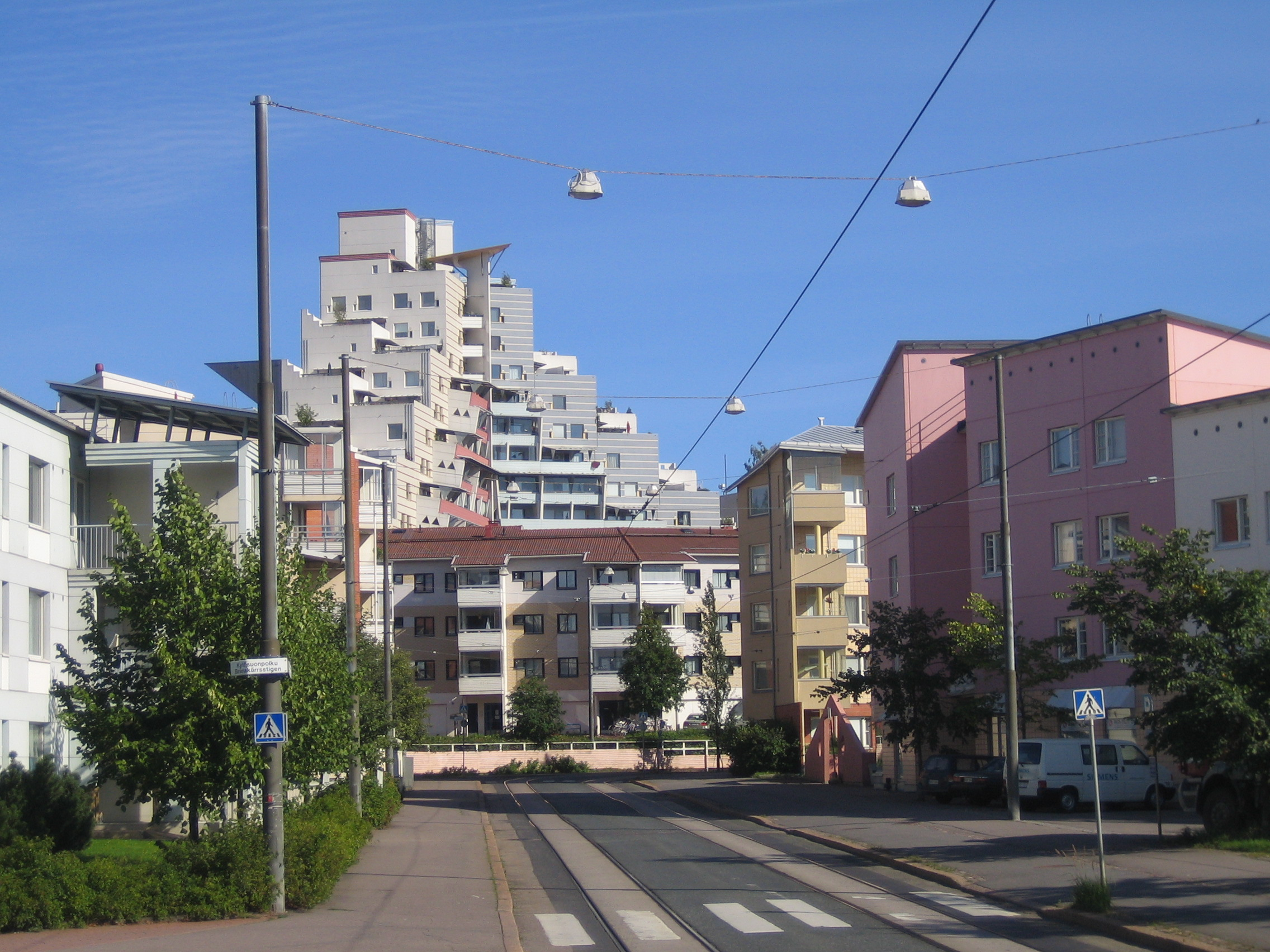
Terrasshuset i Lillhoplax

Lillhoplax (finska: Pikku Huopalahti) är en stadsdel i Helsingfors med cirka 9 000 invånare. Administrativt är Lillhoplax inte sin egen stadsdel, utan är delad mellan stadsdelarna Mejlans, Brunakärr och Södra Haga. 
Området är i viss mån en protest mot 1960- och 1970-talens strama, gråa arkitektur. Lillhoplax har byggts enligt postmodernismens principer med pastellfärgade hus och slingrande gator. Arkitekturen liknar den som den så kallade Uleåborgsskolan förespråkade, också kallad "lusthusstilen" eller "muminhusstilen". Området byggdes på sank mark invid Lillhoplaxviken, vilket krävde omfattande pålning före byggandet. Det finns också kontorshus i Lillhoplax längs  Paciusgatan. Tidigare fanns det försäljningsbaracker på området, som kallades "de fattigas Stockmann" 
Spårvagnslinje 10 har sin norra ändhållplats på Korpasbackavägen i Lillhoplax.

## Bildgalleri

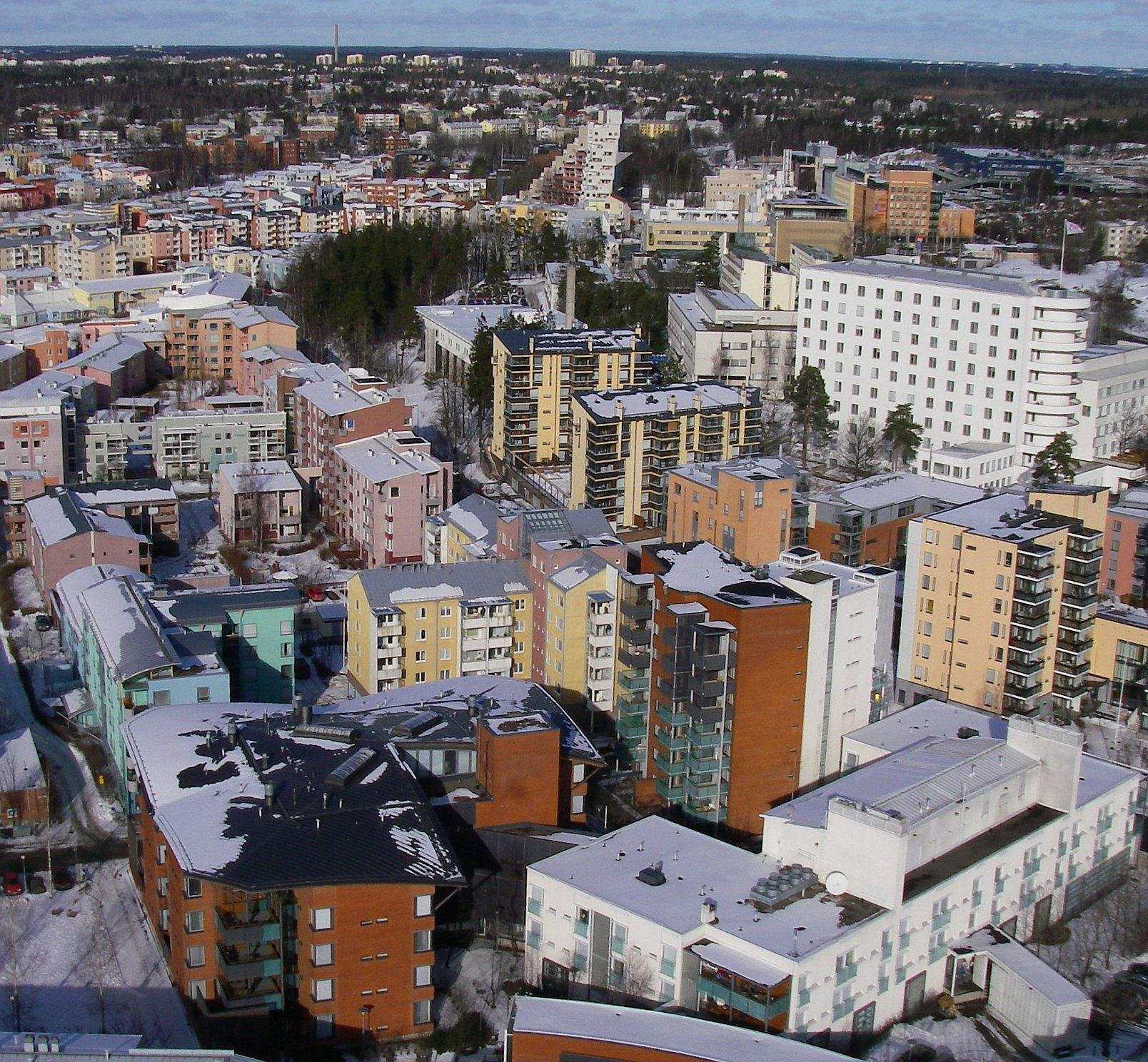
Lillhoplax från luften
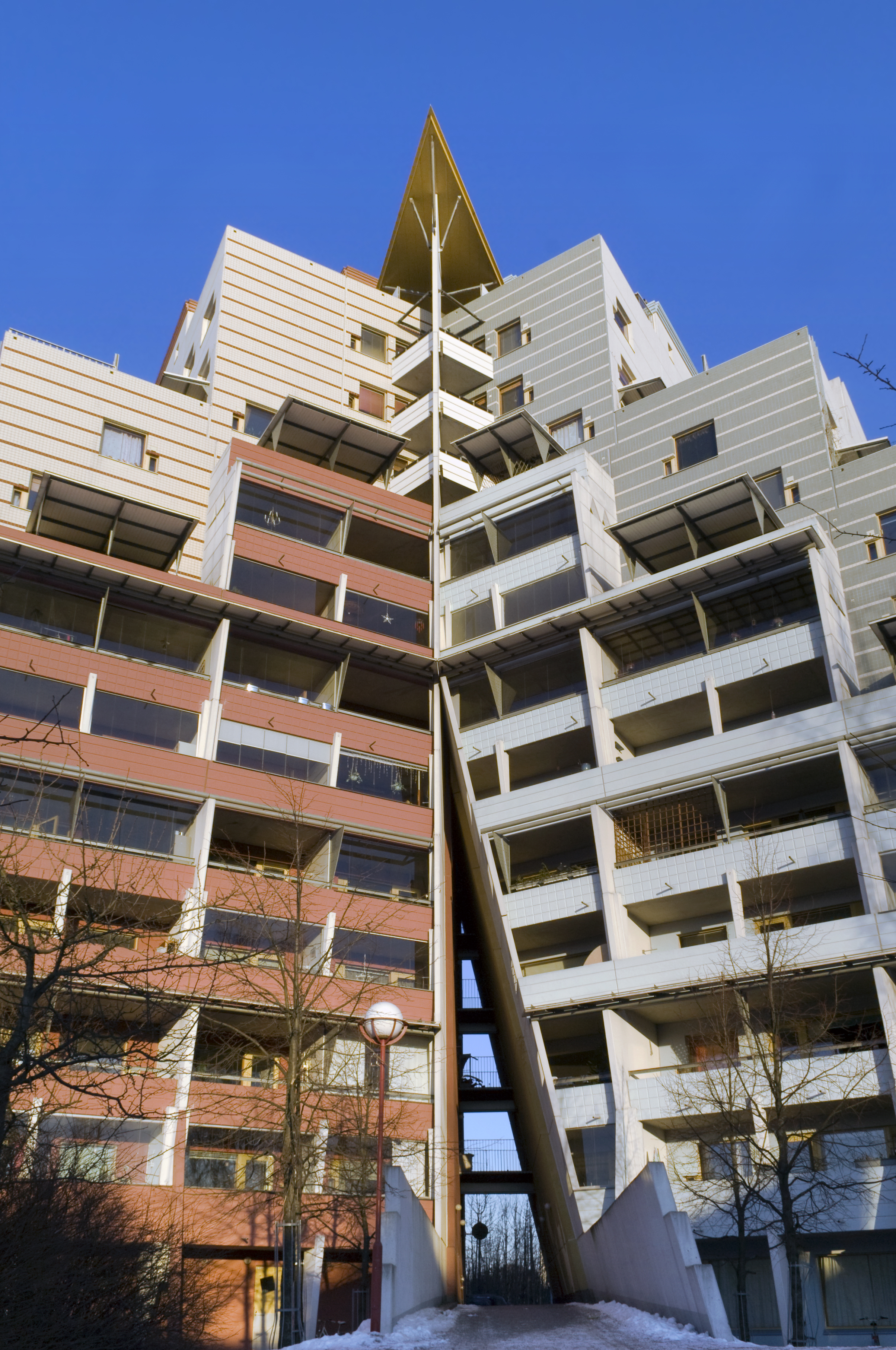
Terrasshuset
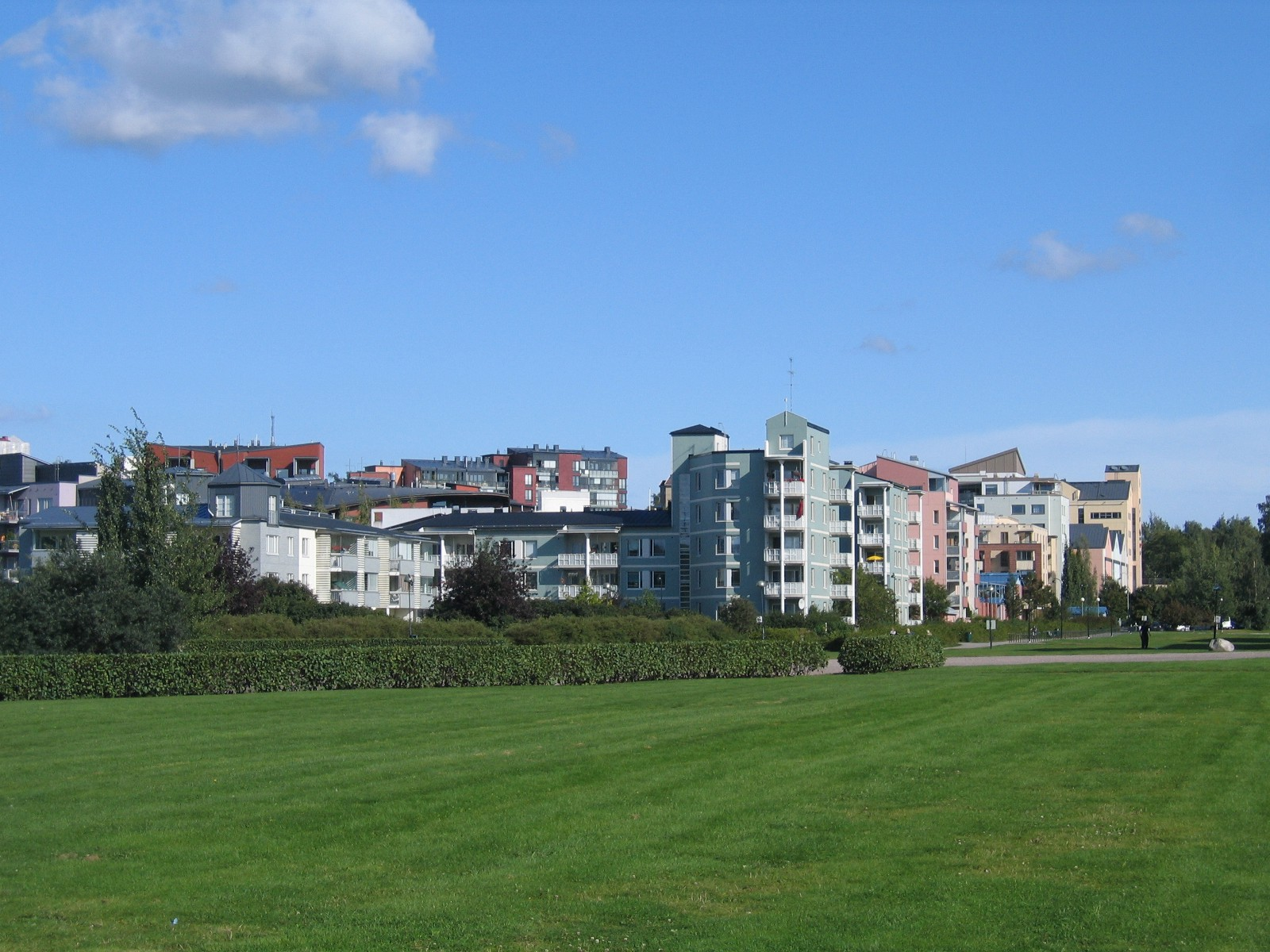
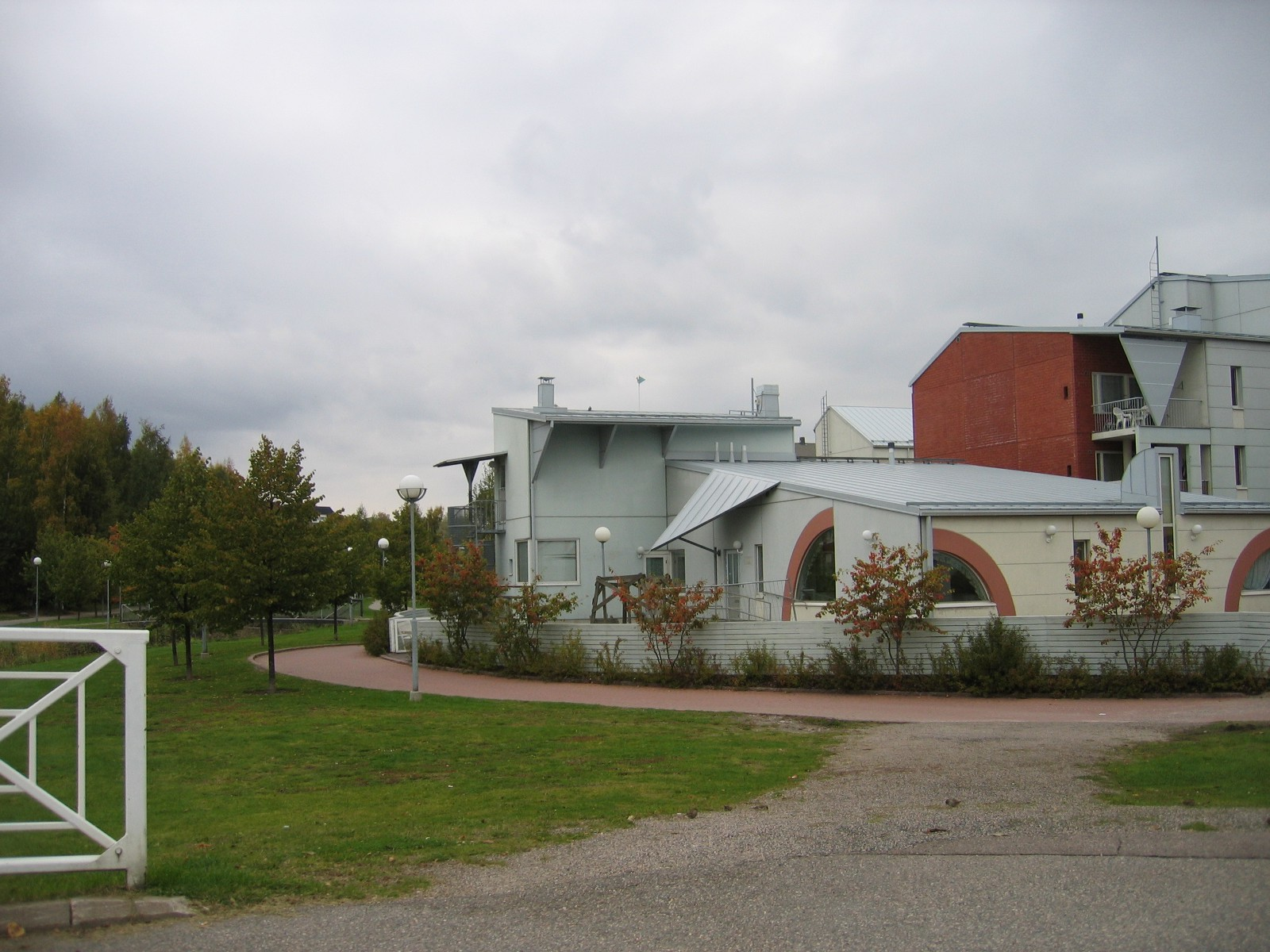
Postmodern arkitektur i Lillhoplax
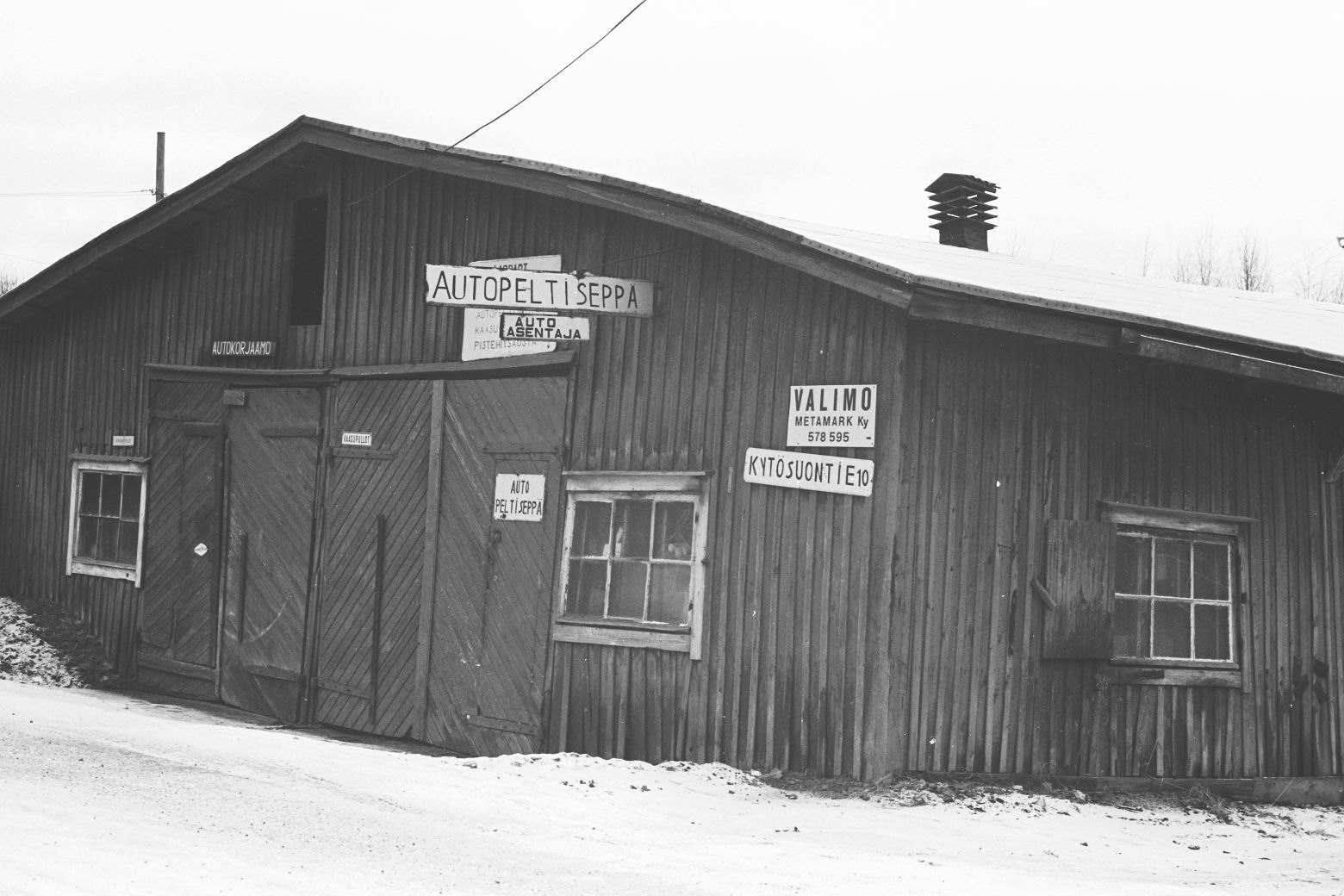
De fattigas Stockmann 1970